# Botanicus

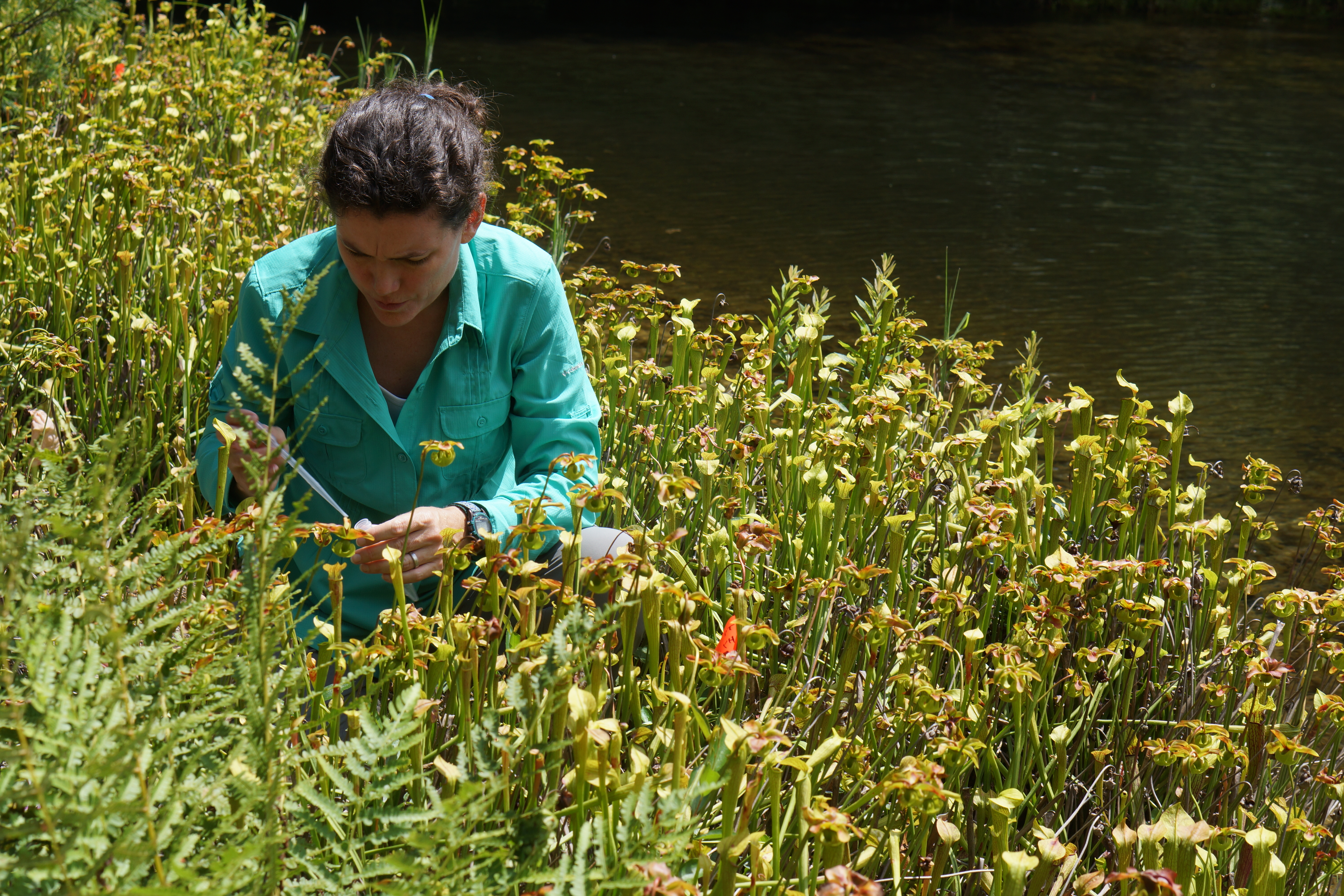
Een botanica aan het werk.

Een botanicus of plantkundige is een wetenschapper die de plantkunde beoefent. De vrouwelijke vorm is botanica, het meervoud is botanici.  Soms wordt een botanicus met de oorspronkelijk Engelse term botanist aangeduid (vrouwelijke vorm: botaniste).
Een van de bekendste botanici is Carl Linnaeus die de basis legde voor het biosystematische onderzoek aan planten en de binominale nomenclatuur. Een hortus botanicus is een tuin, speciaal ingericht voor het verzamelen en bestuderen van planten.